# Moussé Gueye
Pour les articles homonymes, voir Gueye.
Mousse Gueye, né le 11 novembre 1996 à Dakar (Sénégal) est un joueur d'origine sénégalaise, international français de volley-ball, évoluant au poste de central.

## Biographie
Mousse Gueye est né à Dakar (Sénégal) en 1996. Il rejoint la France et Calais à l'âge de 13 ans. 2 ans plus tard, il débute le volley-ball avec le LISSP Calais. C'est avec cette équipe qu'il fait ses débuts en Élite (3e division nationale). À la fin de la saison 2015 il est convaincu par le projet sportif de Constant Tchouassi et du Mende Volley Lozère malgré la relégation du club en NM2 (4e division).
Champion de France de NM2 en 2016, le MVL remonte en Élite, et remporte l'année suivante la Coupe de France amateur. Cette même saison 2017-2018 se termine à la 2e place du championnat Élite à la fin des play-offs, et décroche sa place pour la Ligue B (championnat professionnel de 2e division). Malheureusement le club lozérien ne répond alors pas aux exigences de la LNV, et sa montée n'est pas autorisée.
Mousse Gueye découvre malgré tout la Ligue B, puisqu'il rejoint alors le Saint-Quentin Volley pour la saison 2018-2019. Son club n'étant pas qualifié pour les play-offs, il renforce le Cambrai Volley pour tenter d'obtenir l'accession en Ligue A, mais échoue en demi-finale contre le Narbonne Volley.
Pour la saison 2019-2020, il s'engage avec le promu, Narbonne Volley, où il reste 2 saisons. Ses performances sont remarquées, et il est sélectionné avec l'équipe de France de volley-ball pour participer à la Ligue des nations de volley. Il n'est cependant pas sélectionné pour les Jeux olympiques.
Il rejoint la Marne et le Chaumont Volley-Ball 52 pour la saison 2021-2022.
Initialement non-sélectionné pour la première phase de la Ligue des nations 2022, Mousse Gueye prend la place de Daryl Bultor, blessé au dos et forfait, dans la sélection française.
Gueye s'engage avec le Nantes-Rezé Métropole Volley pour 2022-2023. Il a également une option pour la saison 2023-2024.

## Palmarès

### Club
- Coupe de France pro : vainqueur en 2022
- Champion de France N2 : 2016
- Coupe de France amateur : vainqueur en 2017

### Équipe de France
- Ligue des nations de volley-ball :
  -  Troisième : 2021